# 斌椿使团
斌椿使团是指清總理各國事務衙門在1866年派遣，以旗人官员斌椿为代表的访问欧洲代表团。该代表团并非正式的外交使团。有学者认为可称为斌椿考察团。

## 起因
访问团由外籍官员、总税务司赫德推动、總理衙門委派。1865年时，赫德准备回国完婚。他向总理衙门提议，派遣正式的外交代表随同他回国，以“研究外国的民情”，并向清政府正式报告。
1866年2月4日，总理衙门告之赫德，派遣副总办官斌椿为代表的访问团，“正式出国观光及考察报告”。
赫德先行垫付访问团的费用，预备回国后由总理衙门“照数发给”。

## 人员构成
学者分析，總理衙門最初仅考虑派遣几名同文馆学生随赫德前往。但考虑学生过于年轻，加派斌椿和其子广英，并赏给斌椿三品衔，任命为总理衙门副总办官。
斌椿（1804年－1871年），姚氏，字有松，内务府正白旗汉军善禄管领下人，科举入仕，内务府慶豐司郎中（其胞弟同治四年（1865年）乙丑科进士斌敏，曾祖西陵总管内务府大臣兼礼部侍郎姚永泰）。担任过江西长宁县、赣县、山西襄陵县知县。1864年4月，由總理各國事務衙門大臣崇綸推荐给赫德担任文案。
除斌椿外的团员有四人，分别是凤仪（同文馆英文馆，八品官）、张德彝（同文馆英文馆，八品官）、彦慧（同文馆法文馆，蒙赏加八品衔)）、其子广英（内务府笔帖式，蒙赏加六品衔）。此外，赫德推荐法国人德善、英国人包腊同行。两人皆通晓中文。行程中，斌椿被认为是“难以驾驭”的人，两人曾向赫德表达抵触。赫德选择支持斌椿。

## 行程
1866年3月7日，从北京启程。5月2日，到达欧洲，抵达法国马赛。访问团先后游历了法国、英国、比利时、荷兰、丹麦、挪威、瑞典、芬兰、俄国、普鲁士等11个国家，历时4个多月。
8月19日，访问团从法国马赛乘船回国。11月13日，抵达北京。

## 后续
回国后，斌椿著有《乘槎筆記》（同治十年[1871]刻本；有1981、2019年现代版），将“恭呈御览”。张德彝著有《航海述奇》，为私人日记。斌椿被认为是清朝第一批出国访问欧洲的官员，亦成为最早将标点符号引入中国的人。
当时奉行夷夏之辨、思想守旧的官员对斌椿《乘槎筆記》评价不高。如《翁同龢日记》所述，“盛称彼中繁华奇巧”，“盖甘为鬼奴者耳”。

## 备注
1. ↑  清朝政府派出的第一个正式外交使团，为1867年的蒲安臣使团。
2. ↑  原文[參⁠ 5]:1：己卯年（同治八年，1869年）。影印本日记第九册第19页删去了“盖甘为鬼奴者耳”一句。查原稿，全文是：“赋椿者，总理衙门当差者。前数年尝乘海船游历西洋各国，归而著书一册，盛称彼中繁华奇巧，称其酋曰君王，称其官曰某公某侯某大臣，盖甘为鬼奴者耳。”
3. ↑   註: